# Период Ямато
Период Яма́то  (яп. 大和時代 ямато дзидай) — последняя дописьменная и первая раннеписьменная эпоха в истории Японии (250 (300) — 710). Названа по государственному образованию, которое существовало в районе Ямато (совр. префектура Нара, регион Кинки). Делится на два подпериода: период Кофун (250 (300) — 538) и период Асука (538—710). Особенности эпохи — распространение культуры курганов, возникновение государства Ямато и активный импорт достижений китайской цивилизации через страны Корейского полуострова.
Основными событиями были проникновение на территорию Ямато буддизма (538), написание на его основе «Уложения семнадцати статей» (604) и реформы Тайка (645).

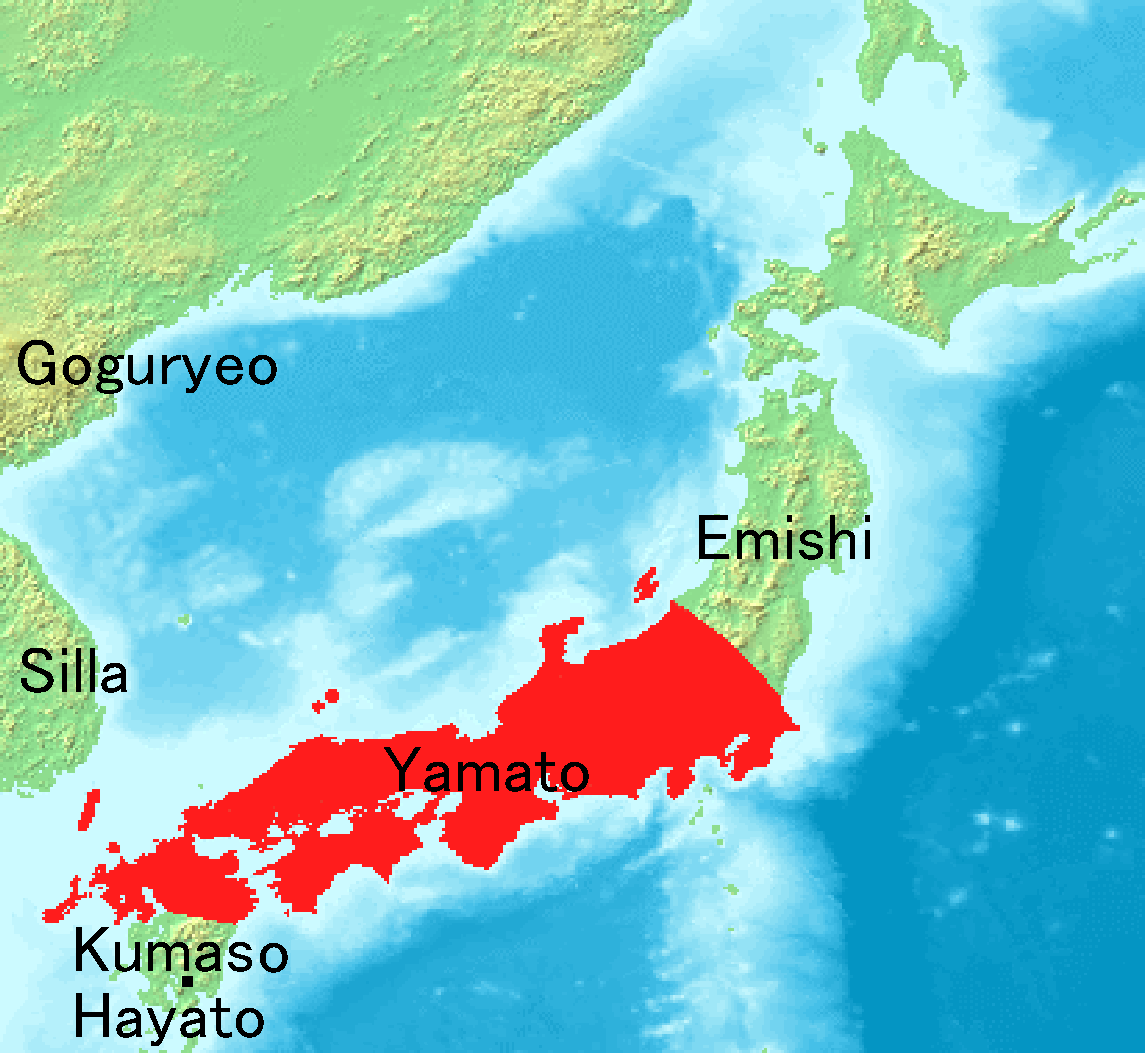
Ямато в VII веке

## См. подробнее
- Период Кофун
- Период Асука